# Campionati mondiali di short track 2023
I Campionati mondiali di short track 2023 (ufficialmente KB Financial Group ISU World Short Track Speed Skating Championships 2023) furono la 47ª edizione della competizione organizzata dall'International Skating Union (ISU). Le gare si svolsero dal 10 al 12 marzo 2023 al Mok-dong Ice Rink di Seul, in Corea del Sud.

## Partecipanti
Hanno preso parte alla competizione pattinatori in rappresentanza di 34 nazioni.
Gli atleti e i funzionari appartenenti alle federazioni di Russia e Bielorussia non sono stati invitati a partecipare alle gare a causa dell'invasione russa dell'ucraina iniziata nel febbraio 2022. La decisione è stata assunta dall'ISU il 1º marzo 2022 a seguito della raccomandazione del Comitato Olimpico Internazionale (CIO) del 28 febbraio 2022, finalizzata a proteggere l'integrità delle competizioni sportive globali e per la sicurezza di tutti i partecipanti.
- Australia
- Austria
- Belgio
- Bosnia ed Erzegovina
- Bulgaria
- Canada
- Cina
- Corea del Sud
- Croazia
- Francia
- Germania
- Giappone
- Gran Bretagna
- Hong Kong
- Irlanda
- Italia
- Kazakistan
- Lettonia
- Lussemburgo
- Nuova Zelanda
- Paesi Bassi
- Polonia
- Rep. Ceca
- Serbia
- Singapore
- Slovacchia
- Slovenia
- Stati Uniti
- Svizzera
- Taipei cinese
- Thailandia
- Turchia
- Ucraina
- Ungheria

## Podi

### Donne
| Evento                      | Oro                                                                                              | Tempo    | Argento                                                                       | Tempo    | Bronzo                                                                     | Tempo    |
| 500 m (dettagli)            | Xandra Velzeboer                                                                                 | 41"977   | Suzanne Schulting                                                             | 42"450   | Selma Poutsma                                                              | 42"567   |
| 1000 m (dettagli)           | Xandra Velzeboer                                                                                 | 1'29"361 | Choi Min-jeong                                                                | 1'29"679 | Courtney Sarault                                                           | 1'29"794 |
| 1500 m (dettagli)           | Suzanne Schulting                                                                                | 2'31"349 | Choi Min-jeong                                                                | 2'31"448 | Kim Boutin                                                                 | 2'31"575 |
| Staffetta 3000 m (dettagli) | Paesi Bassi Selma Poutsma Suzanne Schulting Yara van Kerkhof Xandra Velzeboer Michelle Velzeboer | 4'09"056 | Corea del Sud Choi Min-jeong Kim Geon-hee Kim Gil-li Shim Suk-hee Lee So-youn | 4'09"151 | Canada Kim Boutin Claudia Gagnon Courtney Sarault Renée Steenge Rikki Doak | 4'09"372 |

### Uomini
| Evento                      | Oro                                                             | Tempo    | Argento                                                                                 | Tempo    | Bronzo                                                                            | Tempo    |
| 500 m (dettagli)            | Pietro Sighel                                                   | 41"166   | Steven Dubois                                                                           | 41"223   | Jens van 't Wout                                                                  | 41"243   |
| 1000 m (dettagli)           | Park Ji-won                                                     | 1'27"741 | Stijn Desmet                                                                            | 1'27"974 | Steven Dubois                                                                     | 1'28"069 |
| 1500 m (dettagli)           | Park Ji-won                                                     | 2'17"792 | Pietro Sighel                                                                           | 2'17"898 | Pascal Dion                                                                       | 2'17"986 |
| Staffetta 5000 m (dettagli) | Cina Li Wenlong Lim Hyo-jun Liu Guanyi Zhong Yuchen Song Jiahua | 7'04"412 | Italia Andrea Cassinelli Tommaso Dotti Pietro Sighel Luca Spechenhauser Thomas Nadalini | 7'04"484 | Corea del Sud Hong Kyung-hwan Lee June-seo Lim Yong-jin Park Ji-won Lee Dong-hyun | 7'04"884 |

### Misti
| Evento                      | Oro | Tempo    | Argento                                                                | Tempo    | Bronzo                                                                               | Tempo    |
| Staffetta 2000 m (dettagli) | Paesi Bassi Teun Boer Suzanne Schulting Jens van 't Wout Xandra Velzeboer Itzhak de Laat Selma Poutsma | 2'41"646 | Cina Gong Li Li Wenlong Lim Hyo-jun Zang Yize Wang Xinran Zhong Yuchen | 2'41"821 | Italia Andrea Cassinelli Arianna Sighel Pietro Sighel Arianna Valcepina Chiara Betti | 2'41"907 |

## Medagliere
| Pos.   | Paese         | Oro | Argento | Bronzo | Totale |
| ------ | ------------- | --- | ------- | ------ | ------ |
| 1      | Paesi Bassi   | 5   | 1       | 2      | 8      |
| 2      | Corea del Sud | 2   | 3       | 1      | 6      |
| 3      | Italia        | 1   | 2       | 1      | 4      |
| 4      | Cina          | 1   | 1       | 0      | 2      |
| 5      | Canada        | 0   | 1       | 5      | 6      |
| 6      | Belgio        | 0   | 1       | 0      | 1      |
| Totale | Totale        | 9   | 9       | 9      | 27     |